# Svatý Césarius z Terracina
Svatý Césarius z Terracina, také Caesarius z Afriky (latinsky Caesarius Diaconus, italsky San Cesario diacono e martire) (kolem 85 n. l. Kartágo, (Afrika),  1. listopadu, mezi 107–110 Terracina, Itálie) byl jáhen a křesťanský prvomučedník. 
Je uctíván jako mučedník a světec katolickou církví.

## Život a legenda

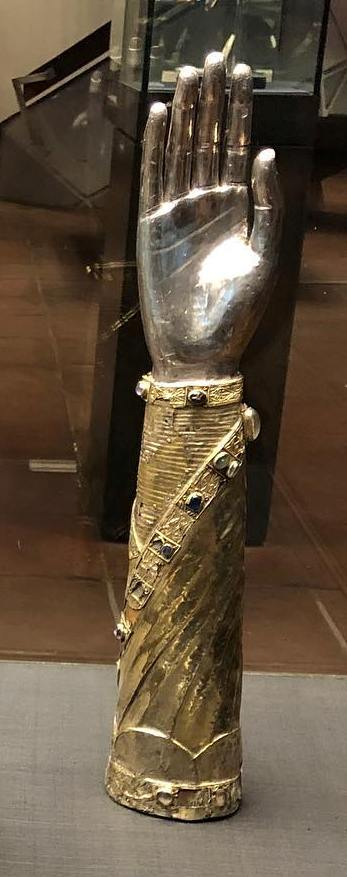
Románský relikviář paže sv. Cesaria, 12. stol., Berlín

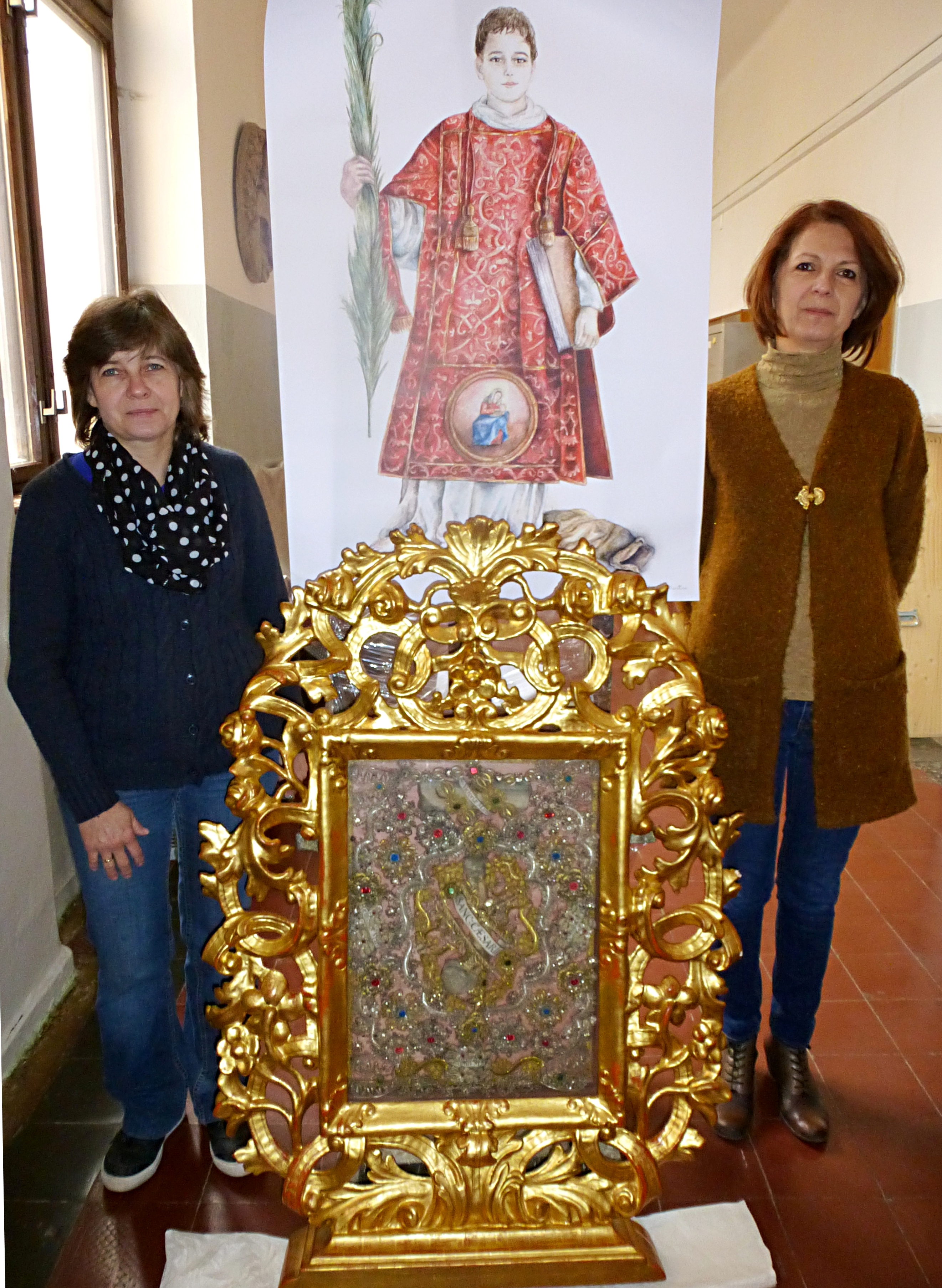
Relikviář sv. Cesaria z Terracina (fragment kosti), Slovenské národní muzeum, Bratislava

Caesarius pocházel ze slavného punského města Kartága v Tunisu, po válkách podřízeného Římu. Proto mezi tamními obyvateli panovala tradiční nenávist k Římanům i k jejich náboženství. Podle legendy se Césarius mezi prvními přihlásil ke křesťanské víře, vstoupil do učení a byl vysvěcen na jáhna. Kázal chudým v Římě. Protestoval proti pohanským zvykům Římanů v Terracině, zejména proti každoročním oslavám Apollónova svátku, při nichž byl vždy obětován (zabit) jeden chlapec.[zdroj?] Během pronásledování křesťanů za vlády císaře Trajana nebo Diokleciána byl uvězněn. Byl předveden před prefekta města Leonzio, který mu nařídil obětovat římským bohům. Když to odmítl, byl mučen a následně vhozen do moře. Přesný rok jeho smrti není doložen.

## Svátek a patrocinia
Katolická církev slaví jeho svátek 1. listopadu.. 
Je mu zasvěcen kostel San Cesareo in Palatio při císařském paláci v Římě. Je uctíván jako patron několika italských měst: Terracino, San Cesareo (Lazio), San Cesario di Lecce, San Cesario sul Panaro, Cesa a Guardea, také se svatým Jiřím jako spolupatron v Kolíně nad Rýnem, kam biskup Anno II dal převézt relikvii z paže světce. Další relikvie jsou uctívány v městech Aschaffenburg, u sv. Jakuba v Kolíně nad Rýnem, v opatství sv. Albana v Mohuči, relikviář z pokladu Guelfů je chován v Uměleckoprůmyslovém muzeu v Berlíně (možná osobní dar císaře Jindřicha II).
Ve Slovenském národním muzeu v Bratislavě je zachován „Relikviář sv. Cesaria z Terracina“ (fragment kosti).
Dále je považován za ochránce proti přírodním katastrofám (povodním, zemětřesení či krupobití), také rodiček, jejich šťastného porodu a císařského řezu.